# Alberto Lista
Alberto Rodríguez de Lista y Aragón (n. 15 octombrie 1775, Sevilla - d. 5 octombrie 1848, Sevilla) a fost un matematician, poet, jurnalist și critic literar spaniol.
Născut într-o familie modestă de țesători, a fost un copil supradotat în domeniul matematicii și a științelor umaniste. A fost hirotonisit preot și foarte influențat de ideile filantropice ale enciclopedismului. În timpul domniei absolutiste a lui Ferdinand al VII-lea al Spaniei, a trebuit să se exileze datorită simpatiei sale pentru ideile iluministe. S-a întors totuși în Spania în 1817 și a fundat revista „El Censor”, precum și colegiul liber San Mateo, pe care a trebuit să-l închidă în urma acuzațiilor că ar învăța pe copii doctrine împotriva religiei și a ordinii. A fost obligat să meargă din nou în exil.
În 1833 s-a întors în Spania, unde i s-a oferit episcopatul de Astorga, pe care însă l-a refuzat. S-a dedicat învățământului în cadrul colegiului San Felipe Neri din Cádiz, și apoi în cadrul academiei de belle arte a Universității din Sevilla. I-a avut drept elevi, printre alții, pe Espronceda și pe Ventura de la Vega. Deși i-a avut drept model pe scriitorii neoclasici din secolul al XVIII-lea, în opera sa anticipează romantismul, făcând apel frecvent la autobiografie. În opera sa pedagogică se poate observa contradicția dintre formațiunea sa ecleziastică și tendințele sale masonice. Poeziile sale n-au fost publicate până în anul 1927.

## Opera
- Tratado elemental de Geometría. Aplicación del Álgebra a la Geometría y Trigonometría rectilíneas. Bilbao: Antonio Apraiz, 1819. 2 hs., 191 p.

1. 1 2  Alberto Lista, Encyclopædia Britannica Online, accesat în 9 octombrie 2017
2. 1 2  Alberto Rodríguez de Lista y Aragón, Diccionario biográfico español, accesat în 9 octombrie 2017
3. 1 2 3  Ensayo de un catálogo de periodistas españoles del siglo XIX, p. 227
4. 1 2  Alberto Lista, SNAC, accesat în 9 octombrie 2017
5. ↑  Alberto Lista y Aragón, Gran Enciclopèdia Catalana
6. ↑  Autoritatea BnF, accesat în 10 octombrie 2015